# Araneus ogatai
Araneus ogatai är en spindelart som beskrevs av Akio Tanikawa 200. Araneus ogatai ingår i släktet Araneus och familjen hjulspindlar. Inga underarter finns listade i Catalogue of Life.